# Ocyptamus wilhelmina
Ocyptamus wilhelmina är en tvåvingeart som först beskrevs av Doesburg 1962.  Ocyptamus wilhelmina ingår i släktet Ocyptamus och familjen blomflugor.
Artens utbredningsområde är Surinam. Inga underarter finns listade i Catalogue of Life.